# Haltere la Jocurile Olimpice de vară din 2016 - masculin 105 kg
Proba de haltere categoria 105 de kg masculin de la Jocurile Olimpice de vară din 2016 de la Rio de Janeiro a avut loc la data de 15 august, la Pavilionul 2 al Riocentro.

## Recorduri
Înaintea acestei competiții, recordurile mondiale și olimpice erau următoarele.
| Recorduri mondiale | Smuls   | Andrei Aramnau (BLR) | 200 kg | Beijing, China | 18 august 2008    |
| Recorduri mondiale | Aruncat | Ilya Ilyin (KAZ)     | 246 kg | Groznâi, Rusia | 12 decembrie 2015 |
| Recorduri mondiale | Total   | Ilya Ilyin (KAZ)     | 437 kg | Groznâi, Rusia | 12 decembrie 2015 |
| Recorduri olimpice | Smuls   | Andrei Aramnau (BLR) | 200 kg | Beijing, China | 18 august 2008    |
| Recorduri olimpice | Aruncat | Andrei Aramnau (BLR) | 236 kg | Beijing, China | 18 august 2008    |
| Recorduri olimpice | Total   | Andrei Aramnau (BLR) | 436 kg | Beijing, China | 18 august 2008    |

## Rezultate
| Loc | Atlet                      | Grupa | Greutatea corpului | Smuls (kg) | Smuls (kg) | Smuls (kg) | Smuls (kg) | Aruncat (kg) | Aruncat (kg) | Aruncat (kg) | Aruncat (kg) | Total |
| Loc | Atlet                      | Grupa | Greutatea corpului | 1          | 2          | 3          | Rezultat   | 1            | 2            | 3            | Rezultat     | Total |
| --- | -------------------------- | ----- | ------------------ | ---------- | ---------- | ---------- | ---------- | ------------ | ------------ | ------------ | ------------ | ----- |
| 1   | Ruslan Nurudinov (UZB)     | A     | 104.96             | 190        | 194        | 197        | 194        | 225          | 230          | 237          | 237          | 431   |
| 2   | Simon Martirosyan (ARM)    | A     | 104.63             | 185        | 190        | 195        | 190        | 220          | 227          | 234          | 227          | 417   |
| 3   | Aleksandr Zaychikov (KAZ)  | A     | 104.51             | 185        | 190        | 193        | 193        | 223          | 227          | 227          | 223          | 416   |
| 4   | Yang Zhe (CHN)             | A     | 104.59             | 190        | 195        | 197        | 190        | 220          | 225          | 227          | 225          | 415   |
| 5   | Ivan Efremov (UZB)         | A     | 104.90             | 185        | 189        | 194        | 194        | 210          | 218          | 220          | 220          | 414   |
| 6   | Mohammad Reza Barari (IRI) | A     | 104.65             | 180        | 185        | 186        | 186        | 220          | 230          | 231          | 220          | 406   |
| 7   | Arkadiusz Michalski (POL)  | A     | 104.77             | 175        | 179        | 179        | 179        | 221          | 228          | 228          | 221          | 400   |
| 8   | Artūrs Plēsnieks (LAT)     | A     | 103.99             | 176        | 180        | 181        | 181        | 218          | 223          | 225          | 218          | 399   |
| 9   | Salwan Jasim Abbood (IRQ)  | B     | 103.80             | 175        | 180        | 182        | 180        | 214          | 219          | 219          | 214          | 394   |
| 10  | Jürgen Spieß (GER)         | B     | 104.51             | 170        | 174        | 175        | 170        | 210          | 220          | 220          | 220          | 390   |
| 11  | Sargis Martirosjan (AUT)   | B     | 104.19             | 179        | 184        | 184        | 179        | 201          | 208          | 210          | 210          | 389   |
| 12  | Gaber Mohamed (EGY)        | B     | 104.98             | 166        | 171        | 173        | 173        | 204          | 208          | –            | 204          | 377   |
| 13  | Hernán Viera (PER)         | B     | 103.85             | 142        | 147        | 151        | 151        | 193          | 197          | 200          | 200          | 351   |
| 14  | David Katoatau (KIR)       | B     | 104.58             | 135        | 140        | 145        | 145        | 195          | 204          | 208          | 204          | 349   |
| –   | Bartłomiej Bonk (POL)      | A     | 104.07             | 180        | 180        | 185        | 185        | 215          | 216          | 218          | –            | DNF   |
| –   | Giorgi Chkheidze (GEO)     | B     | 104.74             | 165        | 170        | 173        | 170        | 205          | 205          | 208          | –            | DNF   |
| –   | Mateus Gregório (BRA)      | B     | 104.47             | 165        | 170        | 175        | 170        | 200          | 200          | 200          | –            | DNF   |